# ICOON for refugees

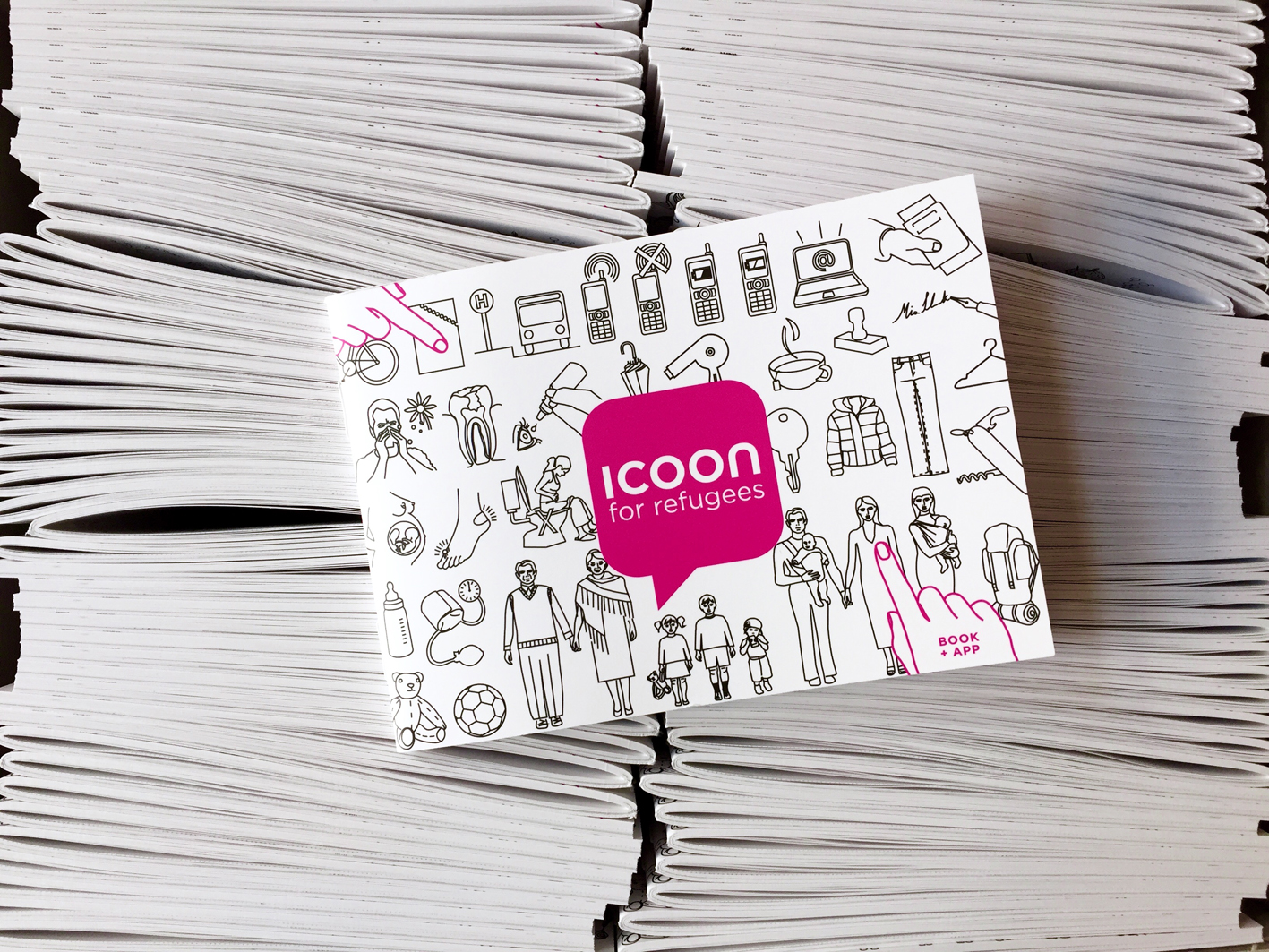
ICOON for refugees Buch

ICOON for refugees ist ein kostenloses Bildwörterbuch inklusive einer Android-App, das für Flüchtlinge und ihre Helfer konzipiert wurde. 1.200 Symbole, Piktogramme und Fotos sollen bei der ersten Kommunikation helfen. Durch einen  Fingerzeig auf das entsprechende Bild können Bedürfnisse über Sprachbarrieren hinweg kommuniziert werden. Das Hilfsprojekt des Berliner Verlages AMBERPRESS wurde im November 2015 mithilfe einer Crowdfunding-Kampagne bei der Plattform Startnext umgesetzt. 
Die Erstauflage von 30.000 Büchern wurde im Dezember 2015 an Flüchtlinge und ihre Helfer verschenkt. Im Februar 2016 folgte die zweite Auflage von 20.000 Büchern. Im Sommer 2016 wurde die dritte Auflage von 15.000 gedruckt. Die Gesamtauflage beläuft sich somit auf 65.000.

## Hintergrund
Der Berliner Verlag AMBERPRESS, bestehend aus der Gründerin, Designerin und Autorin Gosia Warrink, der Designerin Katja Koeberlin und der Kunsthistorikerin Monika Pfau, verlegt seit dem Jahr 2007 die Bildwörterbuchreihe ICOON. Dieses wird hauptsächlich von Reisenden in Gegenden verwendet, in denen sie der Landessprache nicht mächtig sind. Aber auch bei Schlaganfallpatienten oder Gehörlosen wird das Bildwörterbuch eingesetzt. Im Sommer 2015 bekam der Verlag u. a. aufgrund eines Beitrages im rbb-Fernsehen Anfragen vom Deutschen Roten Kreuz und anderen Hilfsinitiativen nach kostenlosen ICOON-Bildwörterbüchern. Die Vereine und Initiativen klagten über massive Sprachbarrieren und den Mangel an Übersetzern an den Grenzübergängen und in den Notunterkünften.

## Projekt
Der Verlag spendete von Juli bis September 2015 ca. 2.000 ICOON-Bücher. Um eine schnelle Kommunikationshilfe leisten zu können, wurde im September 2015 ein „First Communication Help“, ein DIN-A4-Flugblatt mit 300 Symbolen und zwei Weltkarten, entworfen, das kostenlos vom Verlag zum Download zur Verfügung gestellt wird.  Basierend auf den bisherigen ICOON-Bildwörterbüchern, wurde ein inhaltlich angepasstes sowie in der Herstellung kostengünstigeres Buch erstellt: ICOON for refugees. Es ist ein nicht kommerzielles und von Kooperationen getragenes Hilfsprojekt. Zusätzlich wurde eine kostenfreie Android-App ICOON for refugees entwickelt. Der Verlag wurde inhaltlich für dieses Projekt vom Deutschen Roten Kreuz und Flüchtlingshelfern beraten.

## Crowdfunding-Kampagne
Das Fundingziel der Kampagne lag bei 10.000 Euro für 10.000 Bücher und wurde mit der finalen Einnahme von 23.023 Euro weit übertroffen. Der Paritätische Wohlfahrtsverband unterstützte durch den Druck von 50.000 „First Communication Help“-Flugblättern Mitte Oktober 2015 die Bekanntheit der Kampagne. Dank der Presseartikel im Bonner Generalanzeiger und der taz, der Unterstützung vom Deutschen Roten Kreuz Offenbach e. V. und dem Goethe-Institut sowie der finanziellen Unterstützung von 362 Privatpersonen wurden im Dezember 2015 30.000 Bücher im Verlag angeliefert. Nach Ablauf der Crowdfunding-Kampagne fanden sich weitere Unterstützer, die den Druck neuer Bücher finanzieren wollten. Der Verlag richtete die Möglichkeit ein, das Projekt mit 20 Euro finanziell zu unterstützen, um weitere Auflagen zu finanzieren. Mitte Februar 2016 kam die zweite Auflage von 20.000 Büchern in den Druck, Mitte Juli 2016 wurden 15.000 Bücher gedruckt. Die Gesamtauflage beläuft sich auf 65.000 Bücher in acht Monaten (Stand Juli 2016).

## Folgeprojekte
AMBERPRESS gestaltete unentgeltlich ein Ausschilderungssystem für die Kleiderkammer in der Notunterkunft am Kölner Flughafen sowie Plakate für die Orientierung in den Zelten. In Kooperation mit dem Paritätischen Wohlfahrtsverband wurde ein Deutsch-Lernhilfe-Poster im A1-Format erstellt, das im Internet heruntergeladen werden kann. Es beinhaltet 180 Symbole mit deutscher Betitelung, die beim ersten Spracherwerb helfen.
Mit der Konrad-Adenauer-Stiftung wurde 2016 ein Plakat erstellt, das geflüchteten Kindern aller Nationalitäten ab dem Vorschulalter einen spielerischen Einstieg in die deutsche Sprache ermöglichen soll.

## Öffentlichkeitsarbeit
ICOON erhielt den German Design Award 2018 in zwei Kategorien: Excellent Communication Design und Universal Design.